# 동변중학교
동변중학교(東邊中學校)는 대한민국 대구광역시 북구 동변동에 있는 공립 중학교이다.

## 학교 연혁
- 2001년 7월 21일 : 대구광역시립학교 설치 조례에 의거 30학급 설립인가
- 2004년 2월 18일 : 준공
- 2004년 3월 1일 : 초대 추석호 교장 취임
- 2004년 3월 5일 : 2004학년도 입학식(7학급 212명 남 117명, 여 95명)
- 2007년 2월 9일 : 제1회 졸업식(7학급 251명 남 136명, 여 115명)
- 2020년 10월 29일 : 학교 강당(가람누리관) 준공
- 2022년 2월 10일 : 제16회 졸업식(6학급 남 64명, 여 50명 계 114명) 졸업생 누계(95학급 남 1,364명, 여 1,291명 계 2,655명)
- 2022년 3월 2일 : 제10대 박명심 교장 취임
- 2022년 3월 2일 : 2022학년도 입학식(5학급 남 54명, 여 56명 계 110명)

## 참고 자료
- 동변중학교 - 한국교육학술정보원 학교알리미